# Țolești
Țolești – wieś w Rumunii, w okręgu Suczawa, w gminie Forăști. W 2011 roku liczyła 414 mieszkańców.